# Chwicza Biczinaszwili
Chwicza Biczinaszwili (gruz. ხვიჩა ბიჩინაშვილი;ur. 28 stycznia 1974) – gruźiński, a od 2000 roku azerski zapaśnik walczący w stylu klasycznym. Olimpijczyk z Sydney 2000, gdzie zajął szesnaste miejsce w kategorii 76 kg.
Siódmy na mistrzostwach świata w 1998. Wicemistrz Europy w 1998. Uniwersytecki mistrz świata z 1998 roku.